# Giovanni Cacciatore
Giovanni Cacciatore (19 september 1985) is een Belgisch voetballer die anno 2012 uitkomt voor RCS Verviers. Cacciatore is een aanvaller.

## Biografie
Cacciatore begon z'n voetbalcarrière bij Marcinelle. In 1997 stapte hij over naar Sporting Charleroi, waar hij in 2004 z'n debuut in eerste klasse maakte. Tot een echte doorbraak kwam het echter niet: na een uitleenbeurt aan de toenmalige tweedeklasser KV Kortrijk vertrok hij in januari 2006 naar Boussu Dour Borinage. Sindsdien kwam hij uit voor Heppignies-Lambusart-Fleurus, Wallonia Walhain CG, RFC de Liège, Football Couillet-La Louvière en sinds januari 2012 voor RCS Verviers.